# Astrangia haimei
Espèce
Synonymes
- Astrangia lajollaensis Durham, 1947[1]

Statut CITES
Astrangia haimei  est une espèce de coraux appartenant à la famille des Rhizangiidae.